# Хохлов, Никита Сергеевич
Ники́та Серге́евич Хохло́в (25 октября 1983) — российский и казахстанский футболист.

## Карьера

### Клубная
Карьеру начал в дубле московского ЦСКА в 2000 году. В 2003 перешёл в астанинский «Женис», за которую отыграл четыре сезона и вместе с командой завоевал чемпионство и Кубок страны. В 2009 году Хохлов собирался играть за екатеринбургский «Урал», но не смог заключить контракт по причине того, что принадлежал фарм-клубу «Астаны» «Рахат». В 2008 году перешёл в «Актобе», где дважды подряд стал чемпионом страны. В 2013 году начал играть за «Окжетпес», в первом сезоне занял третье место в первой лиге, в следующем году команда с Хохловым заняла первое место.

### В сборной
В 2005 году став гражданином Казахстана, дебютировал за сборную страны, в которой провел 17 матчей.

## Достижения
- Чемпион Казахстана: 2006, 2008, 2009
- Обладатель Кубка Казахстана: 2005, 2008
- Чемпион Первой лиги Казахстана: 2014